# Nerkunram
Nerkunram è una suddivisione dell'India, classificata come census town, di 39.544 abitanti, situata nel distretto di Tiruvallur, nello stato federato del Tamil Nadu. In base al numero di abitanti la città rientra nella classe III (da 20.000 a 49.999 persone).

## Geografia fisica
La città è situata a 13° 3' 43 N e 80° 12' 34 E e ha un'altitudine di 17 m s.l.m..

## Società

### Evoluzione demografica
Al censimento del 2001 la popolazione di Nerkunram assommava a 39.544 persone, delle quali 20.480 maschi e 19.064 femmine. I bambini di età inferiore o uguale ai sei anni assommavano a 5.563, dei quali 3.034 maschi e 2.529 femmine. Infine, coloro che erano in grado di saper almeno leggere e scrivere erano 28.455, dei quali 16.034 maschi e 12.421 femmine.